# Metselaars (Brugge)

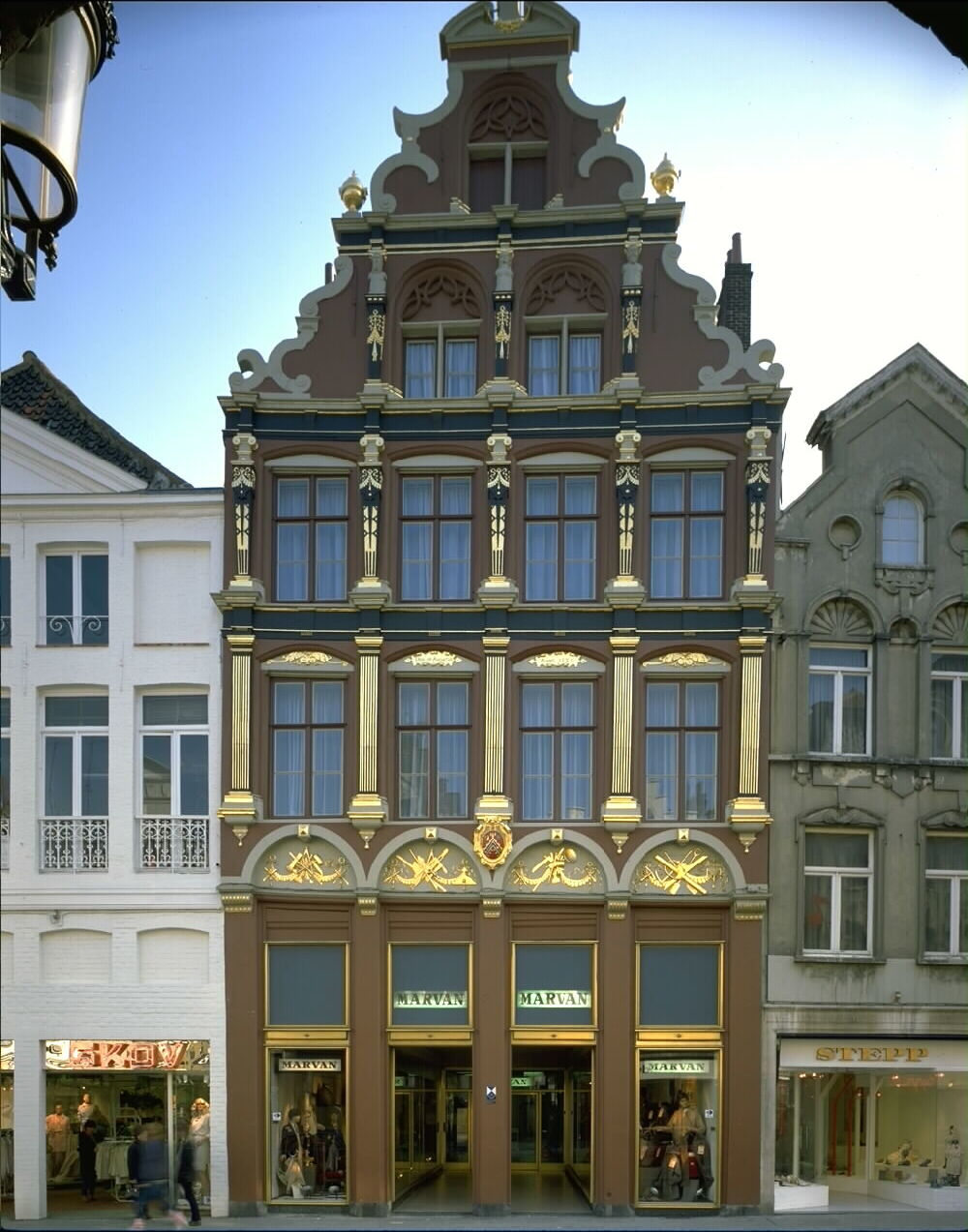
Steenstraat 25, het ambachtshuis van de metselaars

Het metselaarsambacht was een belangrijke organisatie binnen het geheel van ambachten die in de stad Brugge in het bouwvak actief waren.

## Geschiedenis
Tot het ambacht van de metselaars behoorden, naast de metselaars, de steenhouwers, de steenbakkers, de plafonneerders, de schaliedekkers, de strodekkers, de dakpannendekkers, de loodgieters en ook de kasseileggers.
Ook al zijn hierover pas vanaf 1415 documenten bewaard, kan men aannemen dat de metselaars al vanaf minstens de twaalfde of dertiende eeuw in een ambacht verenigd waren. Ook al ging het ambacht van de timmerlieden voor op dat van de metselaars, onder meer omdat het tweede een van de negen zwaerdekens leverde, waren de metselaars in werkelijkheid belangrijker.
De metselaars beschikten voor hun bouwwerken over de volgende materialen: 
- Baksteen, voornaamste bouwmateriaal, in eigen streek geproduceerd op basis van de aanwezige klei, of ingevoerd uit andere regio's.
- Natuursteen, afkomstig uit Doornik of Brabant, en gebruikt voor statige bouwwerken.
- Zandsteen, voor bestratingswerken.

De mortel werd gemaakt op basis van kalk die werd ingevoerd uit het Doornikse of uit Artesië.
Bekende aannemers-architecten waren:
- In de 13e eeuw: Simon van Geneven (Waterhalle), Jan de Necker (Sint-Janshospitaal).
- In de 14e eeuw: Jan van Oudenaerde (Kruispoort, Gentpoort), Maarten van Leuven (idem).
- in de 15e eeuw: Jan van de Poele (Sint-Salvatorkerk).
- in de 16e eeuw Chrstiaen Sixdeniers (Civiele Griffie).
- in de 17e eeuw Jan De Wachter, Ghysbrecht Vleesch (Kartuizerinnenkerk), Pieter Huyssens (Sint-Walburgakerk).
- in de 18e eeuw Hendrik Pulinx senior (Engels klooster) en junior, Emmanuel van Speybrouck (Ten Duinen).

Het was duidelijk dat 'metselaar' een wel bescheiden naam was voor sommigen onder hen die als bouwmeesters - zowel aannemers als architecten - de kennis hadden om aanzienlijke bouwwerken te realiseren, die de eeuwen hebben getrotseerd.
De metselaars hadden als patroon de Vier Gecroonde en hielden hun godsdienstige plechtigheden in de Sint-Basiliuskapel op de Burg. Ze voerden een wapenschild met daarop twee hamers, een truweel, een trektang en de wapens van Vlaanderen en van Brugge. In 1621 bouwden de metselaars in de Steenstraat (nu nr. 25) een uitbundig ambachtshuis, genaamd Den Grooten Vos, dat aangaf hoe welvarend het ambacht wel was.
De leertijd van knaap en gezel, alvorens tot meester te kunnen opklimmen, vereiste vier jaar. De kinderen van vrijmeesters konden, in tegenstelling met andere leerlingen, zonder kosten of taksen tot het ambacht toetreden. 
Het bestuur bestond uit een deken en vijf vinders. De leden van het ondergeschikte ambacht van de kasseileggers, mochten om de drie jaar iemand van hen in de eed afvaardigen.